# (34316) 2000 QS190
2000 QS190 (asteroide 34316) é um asteroide da cintura principal. Possui uma excentricidade de 0.13204100 e uma inclinação de 6.43713º.
Este asteroide foi descoberto no dia 26 de agosto de 2000 por LINEAR em Socorro.